# Yasin Karaca
Yasin Karaca (Beringen, 16 december 1983) is een Belgisch-Turkse voetballer.

## Carrière
De van Paal afkomstige Yasin Karaca begon bij de jeugd van Beringen FC. De kleine middenvelder van Turkse origine viel er al snel op en trok op 11-jarige leeftijd naar de jeugdopleiding van RSC Anderlecht. Karaca, een generatiegenoot van spelers als Goran Lovre en Mark De Man, maakte in 2001 zijn debuut in het eerste elftal. Het was trainer Aimé Antheunis die hem in het team dropte. Enkele dagen na zijn competitiedebuut mocht Karaca ook voor het eerst aantreden in Europa. In de UEFA Champions League mocht hij toen tijdens de thuiswedstrijd tegen Lokomotiv Moskou invallen voor Oleg Iachtchouk.
Om zich als speler goed te ontwikkelen had Karaca meer speelminuten nodig. Die vond hij bij Anderlecht niet en dus leende de club hem in de tweede helft van het seizoen uit aan het KVC Westerlo van trainer Jan Ceulemans. Een basisplaats veroverde de aanvallend ingestelde middenvelder niet, maar meer speelkansen kreeg hij in Westerlo wel. Een terugkeer naar Anderlecht betekende echter geen herkansing en dus werd hij opnieuw uitgeleend. De Turkse Belg voetbalde voortaan voor het Nederlandse De Graafschap.
Maar ook daar kwam hij slechts één keer in actie. Bij Anderlecht was er nog steeds geen plaats. De club liet hem in de zomer van 2003 vertrekken naar Turkije, waar hij een contract tekende bij eersteklasser Akçaabat Sebatspor. Opnieuw kon Karaca niet doorbreken, waarna hij terug naar zijn geboorteland keerde. KV Oostende was net naar Eerste Klasse gestegen en hoopte met Karaca een talentvolle speler in huis te halen. Maar ook bij de promovendus kwam de carrière van Karaca niet van de grond. Na opnieuw één seizoen veranderde hij van club.
Türk Telekomspor werd de volgende halte, maar veel spelen deed Karaca niet. Na een seizoen op de bank bij Ethnikos Asteras belandde hij uiteindelijk bij Sivasspor. Daar kreeg de Turkse jeugdinternational wel enkele speelminuten. Hij maakte dan ook zijn eerste competitiedoelpunten op het hoogste niveau. Toch leende de club hem niet veel later uit aan Yeni Kırşehirspor.
In 2008 was het AFC Tubize dat naar Eerste Klasse mocht. De club haalde net als Oostende enkele jaren voordien Karaca terug naar België. Maar ook bij het bescheiden Tubeke werd hij geen vaste waarde. De club bleef slechts één seizoen in de hoogste afdeling, waardoor Karaca naar Tweede Klasse afzakte. Tijdens de winter ruilde hij Tubeke in voor het Luxemburgse F91 Dudelange, waar de Belgische trainer Marc Grosjean werkzaam was. Daar werd Karaca de draaischijf van het elftal. Hij werd er meteen een basisspeler en was in de eerste maanden goed voor vier doelpunten en evenveel assists. Aan het eind van seizoen 2010/2011 verliet Karaça transfervrij de club maar hij keerde in januari 2012 terug. Medio 2012 tekende hij bij FC Wiltz 71 . Sinds de zomer van 2014 speelt Yasin Karaca voor de Belgische 3de klasseclub KV Turnhout.
Karaca tekende in 2015 bij RKSV Minor, sinds augustus 2015 speelt hij bij Turkse Rangers in de Belgische provinciale reeksen.